# МХТ-1
МХТ-1 (сокращение от миномётный химический танк) — опытный советский лёгкий по массе химический миномётный танк (самоходный миномёт) межвоенного периода. В 1935 году был построен опытный экземпляр машины, успешно прошедший испытания, однако танк не был принят на вооружение и серийно не производился.

## История создания
В начале 1935 года по предложению начальника химических войск Забайкальского военного округа комбрига Геннадия Ивановича Брынкова военным инженером 6-й механизированной бригады Птицыным был разработан проект «химического миномётного танка» на базе серийного двухбашенного лёгкого танка Т-26 образца 1931 года, получивший обозначение МХТ-1. Машина предназначалась для применения в горно-лесистой местности. Опытный образец машины был построен путём переоснащения серийного танка мастерскими 6-й механизированной бригады в том же году, после чего сразу поступил на испытания, успешно завершившиеся к июлю 1935. Машина была рекомендована к принятию на вооружение, однако принята не была и дальнейшие работы по ней были прекращены.

## Описание конструкции
Конструкция МХТ-1 была в целом аналогичной серийному танку Т-26, отличаясь составом вооружения и устройством подбашенной коробки левой пулемётной башни. Показатели подвижности машины также сохранились на базовом уровне. Экипаж танка составляли три человека — командир, выполнявший также функции стрелка из пулемёта, миномётчик и механик-водитель.

### Вооружение
Основным вооружением машины являлся 107-мм миномёт ХМ-31, установленный в нише демонтированной левой пулемётной башни и прикрывавшийся неподвижным фанерным колпаком, в крыше которого имелся люк для стрельбы из орудия и его погрузки в машину. Миномёт устанавливался на три точки; в точке размещения пятки опорной плиты для смягчения ударов по корпусу в момент выстрела имелся амортизатор из резины и войлока.
Заряжение миномёта производилось одним членом экипажа с правой стороны. Стрельба могла вестись с остановки либо в движении на небольшой скорости. Скорострельность достигала 16 выстрелов в минуту, дальность стрельбы — 2—3 км. Боекомплект миномёта составляли 70 мин различного назначения: фосфорные дымовые, мины с боевыми отравляющими веществами, мины с нестойкими газообразными отравляющими веществами и мины с обычной фугасной боевой частью. Прицеливание осуществлялось при помощи телескопического прицела ТОП и оптического квадранта.
Для самообороны машины в оставшейся без изменений правой пулемётной башне в шаровой опоре размещался 7,62-мм танковый пулемёт ДТ-29. Боекомплект пулемёта составляли 1764 патрона в 28 дисковых магазинах по 63 патрона.

## Сохранившиеся экземпляры
Сведений о дальнейшей судьбе единственного построенного экземпляра нет. Вероятно, машина был пущена на слом или снова переоборудована в линейный танк.